# (3434) Hurless
(3434) Hurless est un astéroïde de la ceinture principale.

## Description
(3434) Hurless est un astéroïde de la ceinture principale. Il fut découvert le 2 novembre 1981 à la station Anderson Mesa par Brian A. Skiff. Il présente une orbite caractérisée par un demi-grand axe de 2,64 UA, une excentricité de 0,23 et une inclinaison de 3,4° par rapport à l'écliptique.

## Compléments